# Баше (игра)
Баше́ — математическая игра, в которой два игрока из кучки, содержащей первоначально N предметов, по очереди берут не менее одного и не более М предметов. Проигравшим считается тот, кому нечего брать.
Классическая игра подразумевает N=15 и взятие не менее 1 и не более 3 предметов за раз. Оптимальная стратегия для первого игрока в этом случае заключается во взятии 3 предметов первым ходом и дополнении ходов противника до 4 в последующих ходах. 
В обобщённой игре Баше — можно брать от 1 до M предметов — оптимальную стратегию можно выразить так:

Бери столько предметов, чтобы после твоего хода количество предметов было кратно (M+1).
Можно также рассмотреть мизерный вариант игры Баше: проигравшим считается тот, кто возьмет последний предмет. 
Игра названа в честь французского поэта и математика Баше де Мезириака, который впервые предложил её в своей книге «Занимательные и приятные числовые задачи», вышедшей в 1612 г.; а туда она попала из сочинения Леонарда Пизанского (1202 г.).